# 老邱堆
老邱堆遗址位于中国安徽省临泉县城关镇古城社区曾庄自然村流鞍河南岸，中国社科院及安徽省考古所曾多次调查，属于新石器至商周的文化遗址。曾出土石斧，石刀，蚌镰，骨针，侧扁形鼎足，锥型鬲足，汉代盆口沿等。遗址西北角有一椭圆形封土堆，高约8米。1976年，当地群众为躲避洪水，在封土堆上居住，挖出了一件完整的陶甗，为国家一级文物，现存临泉博物馆。封土堆南200米东400米均有文化遗存。1983年，被定为安徽省级文物保护单位。老邱堆又称沈子墓，相传周文王第十子聃季载受封于沈，死后埋葬于此。但很多专家认为其实就是新石器时代的文化遗址。这里地势高亢，地面干燥，前有大平原，后依流鞍河，当为原始社会的一个村落。已被国务院定为新石器时代的文化遗址。据推测聃季载很可能埋葬于此。
据报道，2005年国庆期间老邱堆遭到盗掘，从墓道口发现大量汉砖，当地文物部门初步判断为早期汉代墓葬，这更证明了老邱堆存在大型墓葬的可能。有推测是为聃季载或是东汉汉安帝时期的鲖阳侯阴庆之墓。因为没有进行抢救性挖掘不得而知，目前，临泉县政府已要求立即安排人员对该古墓进行看护。